# Ханука
Ха́нука (ханукка́, от ивр. חֲנֻכָּה‎ — «освящение; обновление»; иуд.-арам. חנכתא‎; др.-греч. ἐγκαίνια) — еврейский праздник, начинающийся 25 кислева и продолжающийся восемь дней до 2 или 3 тевета.
Праздник был установлен во II веке до н. э. в память об очищении Храма, освящении жертвенника и возобновлении храмовой службы маккавеями, последовавших за разгромом и изгнанием с Храмовой горы греко-сирийских войск и их еврейских союзников в 165 году до н. э.
За три года до того в тот же самый день 25 кислева Антиох IV Эпифан осквернил святыню Израиля.
Обычай школы Шамая — зажигать восемь свечей в первый день Хануки и в каждый последующий день уменьшать число свечей. Обычай же школы Гиллеля — зажигать одну свечу в первый день Хануки и в каждый последующий день увеличивать число свечей. В практике современного иудаизма — следовать школе Гиллеля.

## Название праздника
Название этого праздника происходит, вероятно, от выражения ханукат ха-мизбеах («освящение [обновление] жертвенника»), которое произошло сразу после освобождения Храма маккавеями и его очищения от идолов. Другое объяснение расшифровывает название праздника иначе: חנוכה חנו כ"ה‎, то есть «отдохнули [от врагов] 25 [числа месяца кислев]».
Другое название праздника — хаг урим («праздник огней») впервые упоминается Иосифом Флавием. В русскоязычной среде устойчивым именованием стало также «праздник света».

## Значение праздника
Иуда же и братья его сказали: вот, враги наши сокрушены, взойдём очистить и обновить святилище. И собралось всё ополчение, и взошли на гору Сион. И увидели, что святилище опустошено, жертвенник осквернён, ворота сожжены, и в притворах, как в лесу или на какой-нибудь горе, поросли растения, и хранилища разрушены. И разодрали они одежды свои, плакали горьким плачем и сыпали пепел на свои головы, и падали лицем на землю и трубили вестовыми трубами, и вопили к небу. Тогда отрядил Иуда мужей воевать против находившихся в крепости, доколе он очистит святилище. И избрал священников беспорочных, ревнителей закона. Они очистили святилище, и осквернённые камни вынесли в нечистое место.  ...взяли камни целые, по закону, и построили новый жертвенник по-прежнему; потом устроили святыни и внутренние части Храма и освятили притворы; устроили новую священную утварь и внесли в Храм менору и алтарь всесожжений и воскурений и стол хлебов приношения; и воскурили на алтаре фимиам, и зажгли светильники на меноре, и осветили Храм; и положили на стол хлебы и развесили занавесы, и окончили все дела, которые предприняли.

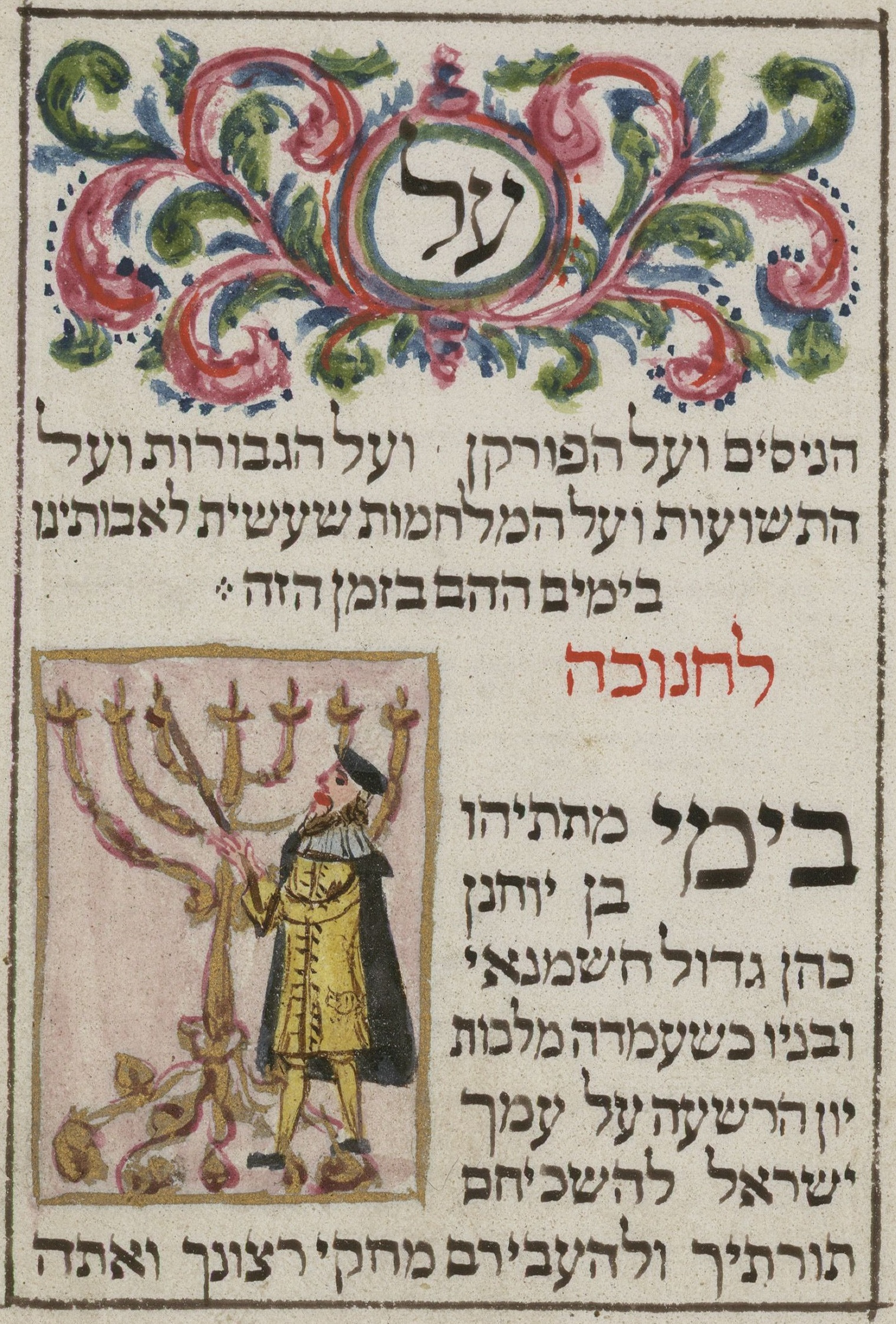
Ханукальная молитва, 1738

В двадцать пятый день девятого месяца — это месяц кислев — сто сорок восьмого года, встали весьма рано и принесли жертву по закону на новоустроенном жертвеннике всесожжений. В то время, в тот самый день, в который язычники осквернили жертвенник, обновлён он с песнями. Пирами, гуслями и кимвалами. И весь народ падал на лице своё, и молились и воссылали благодарение на небо Благопоспешившему им. Так совершили обновление жертвенника восемь дней с весельем, принося всесожжения и вознося жертву спасения и хвалы. И украсили переднюю сторону Храма золотыми венцами и щитами, и возобновили ворота и хранилища и сделали для них двери. И была весьма великая радость в народе и отвращено было поношение язычников. И установил Иуда и братья его и всё собрание Израиля, чтобы дни обновления жертвенника празднуемы были с весельем и радостью, в своё время, каждый год восемь дней, от двадцатого дня месяца кислева
— 1Макк. 4:36—59
.

…И вот на двадцать пятое число месяца кислева, называемого македонянами «аппелаем», иудеи зажгли свечи на светильнике, совершили воскурения на алтаре, возложили на стол хлебы предложения и принесли на новом жертвеннике жертву всесожжения.
Всё это случилось как раз в тот же самый день, в который, три года тому назад, священное место культа иудеев было осквернено и профанировано… а возобновлён Храм был в тот же двадцать пятый день месяца апеллая, в сто сорок восьмом году, в сто пятьдесят четвёртую олимпиаду. Опустошение Храма совершилось вполне сообразно предсказанию Даниила за четыреста восемь лет, когда пророк объявил, что македоняне разрушат святилище.
Иуда праздновал со своими согражданами возобновление жертвоприношений в Храме в течение восьми дней… Иудеи так радовались явившейся теперь вновь возможности вернуться к своим прежним обычаям и внезапному случаю после продолжительного времени опять предаваться истинному богопочитанию, что они условились на будущее время всегда праздновать день восстановления Храма восьмидневным празднеством. С тех пор по настоящее время мы празднуем этот праздник под именем Празднества света (Хаг Урим), вероятно, потому, что в этот день явилась нам против всякого ожидания, подобно свету, возможность вновь поклоняться Предвечному…
— Иосиф Флавий, «Иудейские древности» XII 7:6—7

И окрепли Хашмонаим, коханим гдолим, и разбили их (греков), и спасли евреев из их рук, и поставили царя из числа кохенов, и вернулось царство к Израилю более чем на 200 лет, вплоть до разрушения второго Храма.
— Маймонид, «Мишне Тора», Книга Времён (раздел Законы Свитка Эстер и Хануки, 3:1)
По одному из мнений, приведённых в Талмуде, Иехуда Маккавей и его сподвижники устроили празднование, которое было возмещением пропущенного восставшими праздника Суккот. Праздник был пропущен из-за гражданской войны и ритуального осквернения Храма язычниками.

## Восстание Маккавеев
Иерусалимский Храм был захвачен в 170 году до н. э. Антиохом IV Эпифаном. В 169 году до н. э. Антиох Эпифан отправил в Сирию священную храмовую утварь, включая знаменитую золотую менору.
Восстание маккавеев (хасмонеев) против селевкидов вспыхнуло в 167 году до н. э. Перед восстанием народ был расколот на эллинизированных евреев (которые переняли обычаи, а иногда и религию греков) и евреев-ортодоксов. По всей стране было распространено поклонение языческим богам. Верхушка еврейского руководства также была эллинизирована.
Предание гласит, что Матитьяху-хашмонай, который возглавил восстание, произнёс фразу: «Кто за Бога — за мной!» (מי להשם אלי‎), и те, кто остались верны ценностям Торы пошли за ним в горы вести долгую партизанскую войну. После смерти Матитьяху восставших возглавил его сын Иехуда Маккавей.
В 164 году до н. э. восставшие освободили Иерусалим и иерусалимский Храм, в котором на 3 года была прервана храмовая служба. Маккавеи очистили Храм от скверны, обновили всю его утварь и возобновили зажигание меноры в тот самый день 25 кислева, в который за три года до этого Антиох Епифан осквернил святыню Израиля. По мнению мудрецов Талмуда, первоначально новая утварь была железной, а «когда же они (жители Иерусалима) стали богаче — из золота», хотя Иосиф Флавий утверждал, что новая менора была золотой.
Восстание маккавеев после этих событий продолжалось ещё более двадцати лет. Тем не менее, празднование победы маккавеев было назначено на его апогей — освобождение Иерусалима и иерусалимского Храма.

## Чудо Хануки
Согласно преданию, сохранённому в Талмуде, когда Иехуда Маккавей и его воины очистили Храм, они не смогли найти ритуально чистое масло, которое годилось бы для того, чтобы зажечь менору и освятить Храм. После продолжительных поисков всё же был найден один небольшой кувшин с чистым маслом, но он был так мал, что его могло хватить только на один день горения светильников меноры. Однако маккавеи всё же решили зажечь менору, поскольку Храм должен был быть освящён и тогда произошло чудо — масла хватило ровно на восемь дней, то есть точно на то время, которое требовалось для приготовления нового чистого масла для заполнения маслом каждого из семи светильников меноры. В память об этом чуде праздник Ханука с тех пор отмечают в течение восьми дней.

## Законы и обычаи праздника

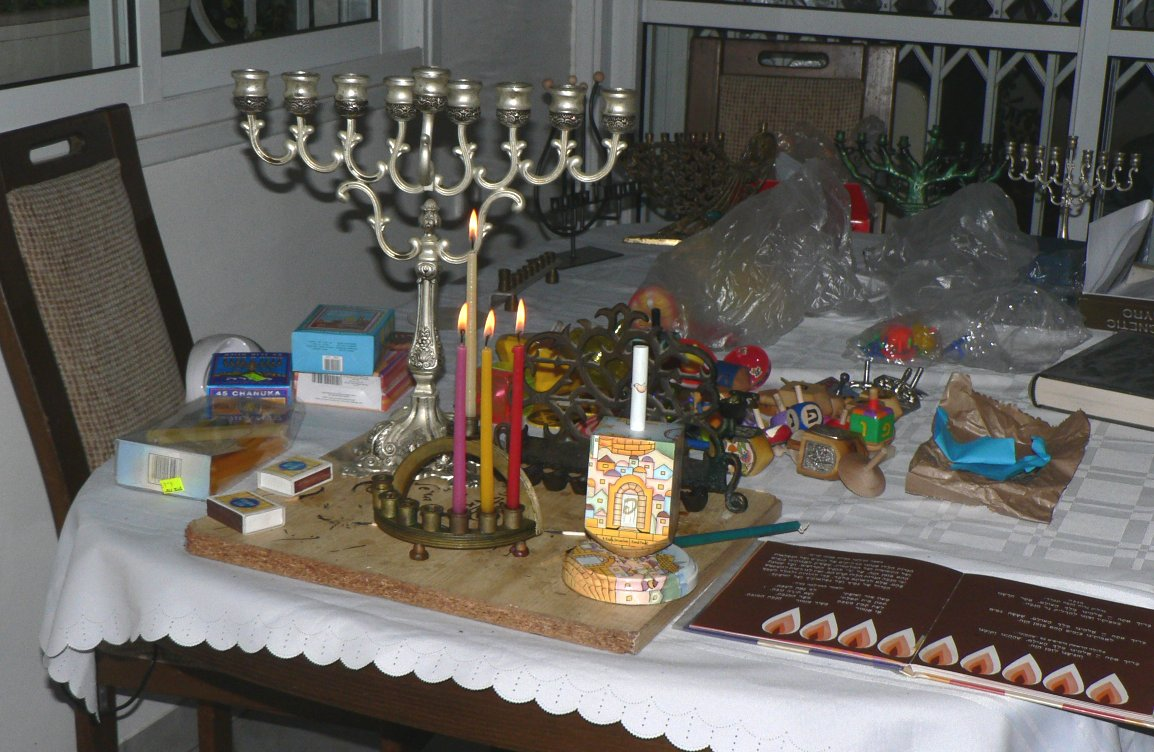
Ханукия и дрейдл

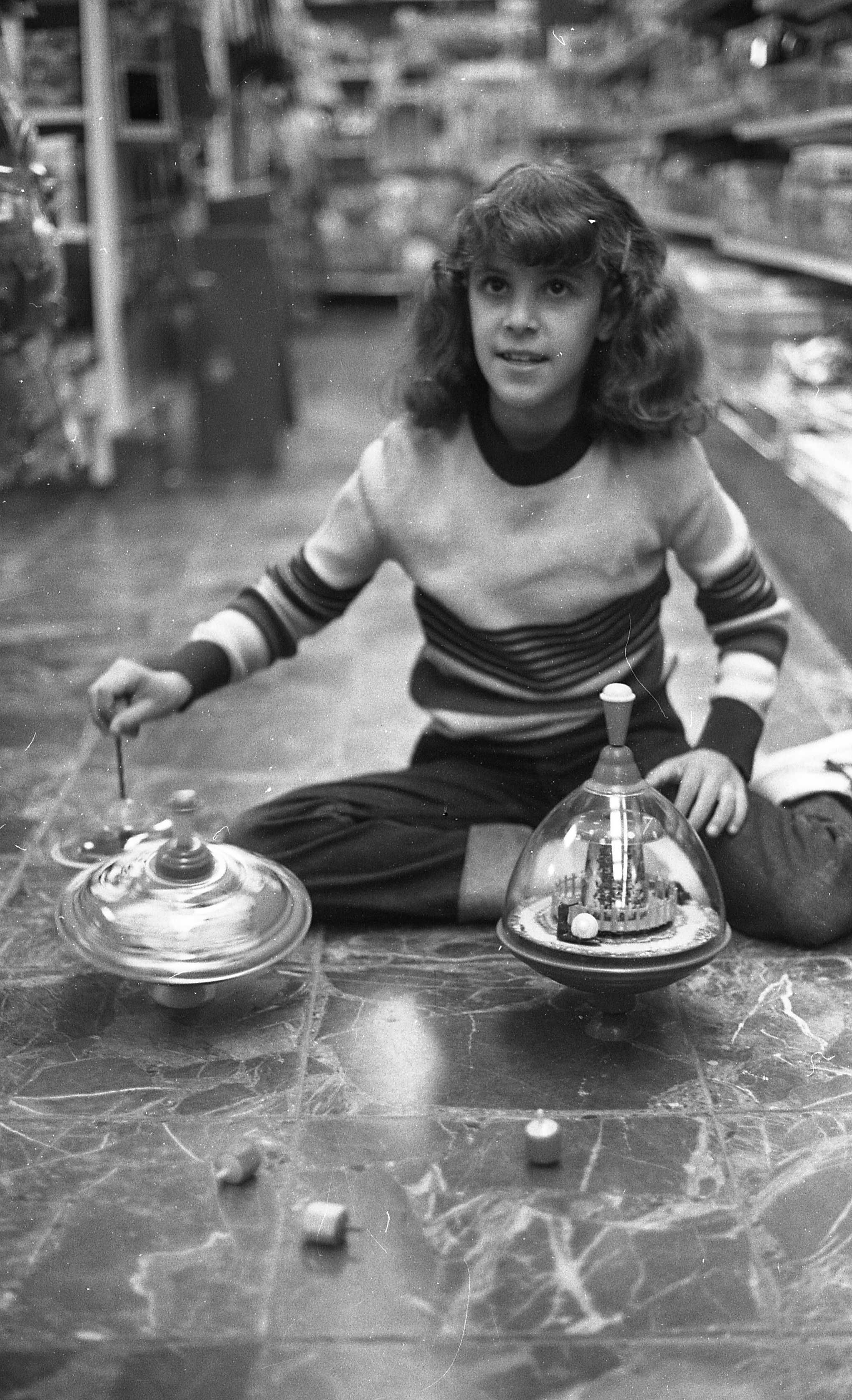
Еврейская девочка играет с дрейдлом во время Хануки

Ханука входит в число праздников, празднование которых было установлено мудрецами. По этой причине нет запрета работать в дни Хануки. Хануку и Пурим иногда называют «детскими» праздниками (в Израиле, например, эти праздники, как правило, являются рабочими днями, исключение делается лишь для детей в школах, которые в эти дни не учатся и для религиозных людей — фирмы, которые содержат религиозные люди (датим), могут в эти дни не работать).
Мудрецы установили дни Хануки, чтобы благодарить и славить Всевышнего за спасение, которое Он послал Израилю. Для этого была написана вставка в сидуре «За чудеса», которую читают в благословении Модим («Мы благодарим») в молитве «Амида». Эту вставку также принято читать в биркат ха-мазон.
Существует также заповедь читать полный галель с благословением в каждый из восьми дней Хануки. Ведь согласно галахе всякий раз, когда народ Израиля избавляется от серьёзной опасности (порабощения или смерти), он должен читать Галель.
И хотя на Хануку нет обязанности устраивать особую праздничную трапезу, по мнению многих законоучителей, есть заповедь накрывать праздничный стол, чтобы таким образом выразить радость в связи с чудесным спасением, которое Всевышний послал Израилю «в те дни, в это время». Некоторые авторитеты утверждают, что за чудо духовного спасения мудрецы постановили читать галель и благодарить Всевышнего, а в память об освящении Храма следует устраивать трапезы.
На практике принято устраивать в дни Хануки трапезы более обильные, чем обычно. За праздничным столом произносят речи на темы, связанные с Торой, поют песнопения и читают славословия, благодаря чему, по мнению всех авторитетов, эти трапезы отвечают категории «заповеданная трапеза». Кроме того, слова Торы придают трапезам особую ханукальную атмосферу, основу которой составляет духовная радость, а трапеза является выражением этой радости.
В Хануку принято есть блюда, жареные в масле, например, пончики (суфганиот) и драники (левивот).
В ашкеназской традиции на этот праздник принято давать детям деньги (идиш חנוכה-געלט‎, хануке-гелт — «ханукальные деньги»), готовить картофельные оладьи (לאַטקעס‎, ла́ткес или ло́ткес) и играть в специальный ханукальный волчок савивон или дрейдл (דרײדל‎; סביבון‎).
Существует обычай есть молочные блюда, в частности, из творога и сыра в память о чуде, связанном с ними. Речь идёт о чудесном спасении, которого удостоился Израиль, когда Юдифь, дочь первосвященника Йоханана, накормила врага молочными яствами, а когда он заснул, убила его. И хотя эта история произошла до событий Хануки, память о мужестве Юдифи придала хасмонеям силы, чтобы восстать против греков. Поэтому её отважный поступок тоже относится к ханукальному чуду.

### Зажигание свечей Ханукии

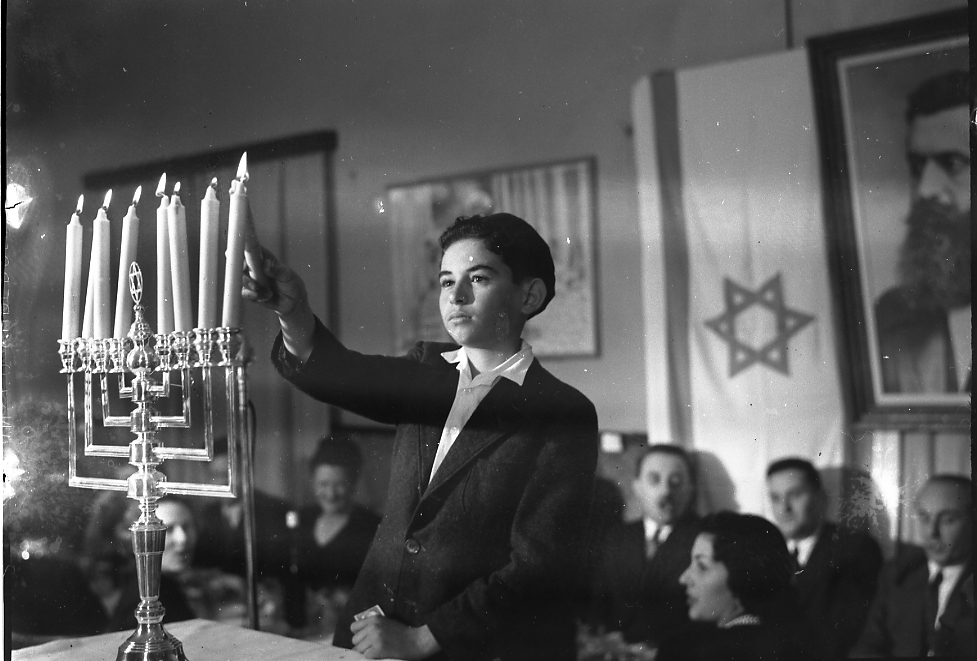
Мальчик зажигает свечи в ханукии во время праздника, организованного МИД Израиля

На протяжении всех восьми дней праздника принято зажигать свечи в ханукии в память о чуде, произошедшем в дни Хануки. Порядок зажигания следующий — в первый день зажигают одну свечу, во второй — две, и так далее до восьми (зажигать их надо начиная с дальней от двери свечи). Ещё одна свеча, называемая шамашом (שמש‎ — «служка»), предназначена для зажигания остальных свечей, и её зажигают во все дни праздника перед основными свечами. Общее число свечей, используемых на Хануку, — 44.